# The Longest Journey
The Longest Journey (укр. Найдовша подорож) — пригодницька відеогра у жанрі point-and-click, розроблена норвезькою компанією Funcom та випущена у 1999 році. Гра отримала позитивні відгуки критиків і вважається однією з найкращих пригодницьких ігор свого часу.

## Ігровий процес
Гравець керує головною героїнею, Ейпріл Райан, використовуючи систему point-and-click. Гра зосереджена на дослідженні локацій, діалогах із персонажами та розв'язанні головоломок.
Основні особливості геймплею:
- Діалоги — гра містить розгорнуті діалоги, які допомагають розкрити сюжет.
- Головоломки — варіюються від простих до складних логічних завдань.
- Дослідження світу — гра пропонує понад 50 локацій, що розташовані у двох світах.

## Сюжет
Події гри розгортаються у двох паралельних світах:
- Старк — світ науки та технологій.
- Аркадія — світ магії та фантастичних істот.

Баланс між світами підтримується Хранителями, але рівновага порушується. Головна героїня, Ейпріл Райан, виявляє, що має здатність подорожувати між світами. Вона отримує завдання відновити Баланс, що веде її у небезпечну подорож.

## Розробка

### Створення гри
Гру розробила компанія Funcom, а її головним сценаристом став Рагнар Торнквіст. Гра використовує 2D-фони у поєднанні з 3D-моделями персонажів.

### Випуск
Гра вийшла у 1999 році для Windows і отримала локалізації кількома мовами, зокрема англійською, французькою, німецькою та російською.

## Оцінки та відгуки
The Longest Journey отримала позитивні відгуки критиків та гравців.

### Оцінки
- IGN — 9.3/10
- GameSpot — 9.3/10
- Adventure Gamers — 4.5/5

Серед основних переваг відзначалися:
- Сюжет і опрацьовані персонажі
- Атмосфера і художній стиль
- Різноманітність головоломок

До недоліків гри відносили деякі нелогічні завдання та надмірну довжину діалогів.

## Продовження

### Dreamfall: The Longest Journey (2006)
Сиквел, який представив нову головну героїню — Зої Кастільо. Гра перейшла у 3D і отримала елементи стелсу та боїв.

### Dreamfall Chapters (2014—2016)
Епізодичне продовження історії, що стало завершенням сюжетної арки/